# 1903 год в литературе

## Премии

### Международные
- Нобелевская премия по литературе — Бьёрнстьерне Бьёрнсон — «За благородную высокую поэзию, которая отличалась свежестью вдохновения и редкой чистотой духа, а также за эпический и драматический талант».

### Франция
- Гонкуровская премия — Джон-Антуан Но, «Враждебная сила».[1]

## Книги
- «Жизнь Бетховена» — книга Ромена Роллана.
- «Народный театр» — книга Ромена Роллана.
- «Человек» — поэма в прозе Максима Горького.

### Романы
- «Путешествие стипендиатов» — роман Жюля Верна.
- «Ходоки из Ания» — роман эстонского писателя Эдуарда Вильде[2].

### Повести
- «Жизнь Василия Фивейского» — повесть Леонида Андреева.
- «Разрушенное гнездо» — повесть Рабиндраната Тагора.

### Малая проза
- «Невеста» — рассказ Антона Чехова.

### Пьесы
- «Вишнёвый сад» — пьеса Антона Чехова.
- «Власть денег» — пьеса Октава Мирбо.
- «Настанет время» — пьеса Ромена Роллана.
- «Чудо святого Антония» — пьеса Мориса Метерлинка.

### Поэзия
- «Будем как солнце. Книга символов» — книга стихов К. Бальмонта.
- «Пленник», «Вавилонский плен» —поэмы Леси Украинки.[3]

## Родились
- 3 января — Александр Альфредович Бек, русский писатель (умер в 1972).[4]
- 9 января — Чиковани Симон Иванович, грузинский советский поэт, лауреат Сталинской премии (умер в[5] 1966).
- 14 января — Виктор Павлович Кин (настоящая фамилия — Суровикин), писатель, журналист (Расстрелян в 1937).[6]
- 16 января — Пьер-Анри Симон, французский писатель, поэт, эссеист, драматург, литературный критик (умер в 1972).
- 27 января — Сергей Александрович Бондарин, писатель (умер в 1978).[7]
- 28 января — Наталья Петровна Кончаловская, русская писательница, автор книг «Дар бесценный», «Кладовая памяти» (умерла в 1988).[8]
- 5 февраля — Эмиль Румер, гаитянский поэт, публицист (умер в 1988).
- 13 февраля — Жорж Сименон, французский писатель, автор романов о комиссаре Мегре (умер в 1989).[9]
- 21 февраля — Раймон Кено, французский писатель, поэт, ээсеист (умер в 1976).[10]
- 22 февраля — Тудор Мушатеску, румынский писатель, поэт, драматург.
- 24 февраля — Владимир Бартол (1903—1967), словенский писатель.
- 3 марта — Анна Денисовна Неустроева, якутская советская писательница, переводчик.
- 5 марта — Наталья Львовна Забила (укр. Забіла Наталя Львівна), украинская поэтесса, прозаик, переводчица, редактор(умерла в 1985).[11]
- 9 марта — Ваге Рудольф Супратман, индонезийский композитор и поэт, автор слов и музыки государственного гимна Индонезии.
- 10 марта — Сайгид Нухкадиевич Абдуллаев, дагестанский писатель, основатель даргинской прозы, лингвист (умер в 1952).[12]
- 14 марта — Махмуд Ахмед Сайид, арабский писатель (умер в 1937).
- 17 марта — Юрий Петрович Дольд-Михайлик (настоящая фамилия — Михайлик), украинский писатель, сценарист.(умер в 1966).[13]
- 2 апреля — Фёдор Фёдорович Кнорре, русский писатель, драматург, атор книг «Капитан Крокус», «Солёный пёс» (умер в 1987).[14]
- 24 апреля — Николай Иванович Ладыгин, поэт-палиндромист, художник (умер в 1975).[15]
- 29 апреля — Пятрас Бабицкас (Petras Babickas), литовский поэт, первый диктор литовского радио (умер в 1991).[16]
- 2 мая — Александр Дмитриевич Чуркин, поэт-песенник, автор песни «Вечер на рейде» (умер в 1971).[17]
- 7 мая — Николай Алексеевич Заболоцкий, русский поэт, переводчик (умер в 1958).[18]
- 13 мая — Райнхольд Шнайдер, немецкий писатель и историк культуры (умер в 1958).
- 14 мая — Иосиф Павлович Уткин, русский поэт и журналист (погиб в 1944 г. в авиакатастрофе под Москвой).[19]
- 16 мая — Лев Николаевич Черноморцев, поэт (умер в 1974).[20]
- 27 мая — Елена Александровна Благинина, русская поэтесса, писала для детей (умерла в 1989).[21]
- 31 мая — Ярослав Иванович Родионов, поэт-песенник, драматург, переводчик (скончался по дороге в госпиталь в 1943).[22]
- 7 июня — Иван Андриянович Багмут (Іван Андріанович Багмут), украинский писатель, автор книг для детей, лауреат премии имени Леси Украинки, участник Великой Отечественной войны (умер в 1975).[23]
- 10 июня — Йонас Грайчюнас (Jonas Graičiūnas), литовский советский поэт и переводчик (умер в 1994)
- 16 июня — Виссарион Михайлович Саянов (настоящая фамилия — Махлин), писатель, поэт, прозаик. В годы Великой Отечественной войны был военным корреспондентом фронтовой газеты «На страже Родины» (умер в 1959).[24]
- 17 июня — Михаил Аркадьевич Светлов (настоящая фамилия — Шейнкман), русский советский поэт, драматург, автор известных песен (умер в 1964).[25]
- 22 июня — Мария Павловна Прилежаева, прозаик. биограф., автор книг для детей и юношества (умерла в 1989).[26]
- 25 июня — Джордж Оруэлл (настоящее имя — Эрик Артур Блэр), английский писатель, эссеист, литературный критик (умер в 1950 г. от туберкулёза).[27]
- 9 июля — Борис Андреевич Губер, русский советский прозаик, поэт, критик. (расстрелян НКВД в 1937 г.).[28]
- 10 июля — Джон Уиндем, английский писатель-фантаст (умер в 1969).
- 14 июля — Ирвинг Стоун (настоящая фамилия — Тенненбаум), американский писатель, один из основоположников биографического романа (умер в 1989).[29]
- 21 июля — Юльхя Юрьё, финский поэт, переводчик на финский язык (умер в 1956).[30]
- 19 августа — Оге Донс, датский писатель (умер в 1993).
- 23 августа — Серж Голон (настоящие имя и фамилия — Всеволод Сергеевич Голубинов, французский писатель (умер в 19720.[31]
- 24 августа — Николай Николаевич Панов, поэт, прозаик (умер в 1973).[32]
- 30 августа – Бхагаватичаран Варма, индийский писатель
- 29 сентября — Борис Александрович Емельянов, русский советский писатель (умер в 1965).
- 30 сентября — Надежда Васильевна Чертова, прозаик (умерла в 1989).[33]
- 9 октября — Илья Львович Френкель, советский поэт, публицист, автор песни «Давай, закурим…», переводчик, корреспондент фронтовой газеты в годы Великой Отечественной войны (умер в 1994).[34]
- 11 октября — Вячеслав Николаевич Афанасьев, поэт (погиб в 1943 г. при освобождении Смоленска).[35]
- 17 октября — Натаниэл Уэст (настоящие имя и фамилия — Натан Вайнстайн), американский писатель (погиб в автомобильной катастрофе в 1940).[36]
- 25 октября — Юрий Григорьевич Лаптев, писатель (умер в 1984).[37]
- 28 октября — Ивлин Во, английский писатель (умер в 1966).[38]
- 1 ноября — Александр Ефимович Ойслендер, поэт, военный корреспондент, автор песни «Тельняшка» (умер в 1963).[39]
- 6 ноября — Афанасий Лазаревич Коптёлов, русский советский писатель, исследователь литературы народов Сибири (умер в 1990).[40]
- 10 ноября — Терень Масенко, украинский советский поэт и писатель.
- 12 ноября — Николай Александрович Орлов, поэт (умер в 1999).[41]
- 13 ноября —  Бранимир Чосич , сербский и югославский писатель  (умер в 1934).
- 15 ноября — Люсьен Ребате, французский писатель, журналист и интеллектуал (умер в 1972).[42]
- 24 ноября — Степан Павлович Злобин, русский советский писатель, мастер исторической прозы (умер в 1965).[43]
- 28 ноября — Адель Кутуй, известный татарский писатель, поэт и драматург, участник обороны Сталинграда (умер в 1945).[44]
- 30 ноября – Бхагаватичаран Варма, индийский писатель.
- 17 декабря — Колдуэлл Эрскин Престон, американский писатель (умер в 1987).[45]
- 18 декабря — Роман Завадович, украинский писатель, поэт, журналист, редактор, культурно-образовательный деятель.
- 26 декабря —  Фриц Йенсен, австрийский писатель.

## Скончались
- 22 января — Августус Джон Катберт Гер, английский писатель (род. в 1834).
- 11 марта — Александр Васильевич Сухово-Кобылин, русский драматург (родился в 1817).[46]
- 30 марта — Евгений Львович Марков, русский писатель, критик, этнограф (родился в 1835).[47]
- 20 мая — Константин Михайлович Станюкович, русский писатель (родился в 1843).[48]
- 11 июля — Уильям Эрнст Хенли, английский поэт, критик, издатель (родился в 1849).[49]
- 25 августа — Гюстав Ларрумэ, французский писатель (род. в 1852).
- 10 октября — Валерия Моржковская, польская писательница, поэтесса, публицист
- 12 октября — Ондрей Милослав Белла, словацкий поэт
- 30 октября — Одзаки Коё (настоящее имя — Токутаро), японский писатель, глава школы романтиков (родился в 1867).[50]